# Деллер, Альфред
Альфред Де́ллер (англ. Alfred Deller, 31 мая 1912, Маргейт, гр.Кент — 16 июля 1979, Болонья) — британский певец, контратенор, руководитель певческого ансамбля The Deller Consort.

## Биография
Ребёнком пел в церковном хоре, позднее — в кафедральном соборе Кентербери и Соборе Святого Павла. Там его услышал композитор Майкл Типпетт, в 1943 году представивший певца более широкой публике именно как контратенора, а не мужской альт.
Деллер получил известность, исполнив песни Пёрселла по третьей программе Би-Би-Си. В 1948 году он организовал ансамбль «Деллер-консорт», с которым записал произведения Баха, Генделя, Доуленда, Бёрда, Пёрселла, Таллиса и др. В 1960 году исполнил написанную специально для него роль Оберона в опере Бриттена «Сон в летнюю ночь». Неожиданно скончался во время турне по Италии.

## Творчество и значение
Деллер вернул академическое место и художественную репутацию контратенору, в Новое время сохранившемуся лишь в мужских церковных хорах, и во многом способствовал обращению музыкантов и публики к вокальному искусству Средневековья, Возрождения и эпохи барокко. Он был удостоен Ордена Британской империи.